# Palladiovský motiv

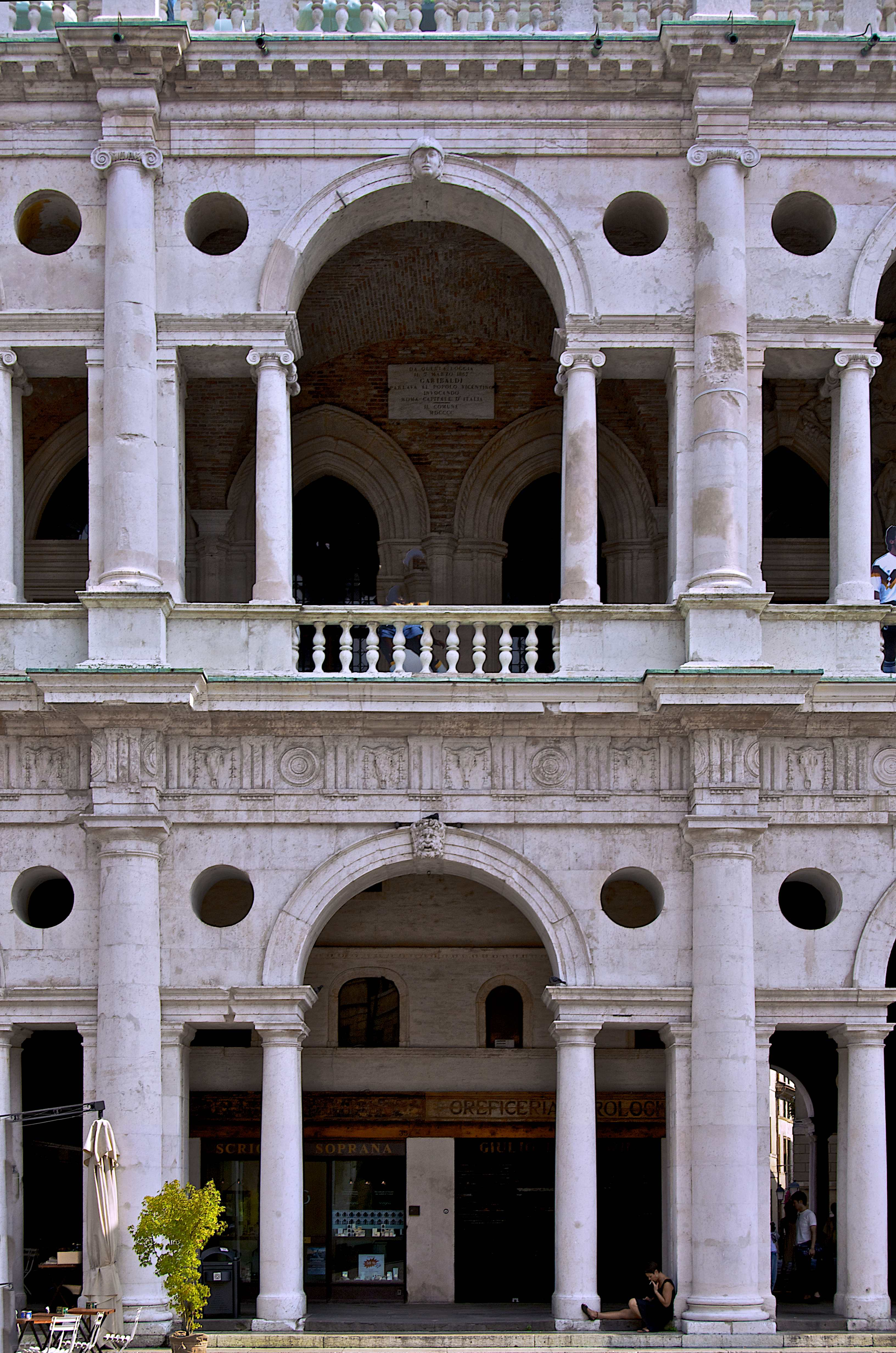
Palladiovský motiv

Palladiovský motiv, někdy také vignolovský motiv, je prvek členící fasádu používaný v architektuře od renesance. Uplatnění nachází v arkádovém členění lodžií, okenních a portálových otvorů. Názvy pocházejí od italských architektů a teoretiků architektury Andrey Palladia, který jej poprvé použil na bazilice ve Vicenze, a Jacopa Barozziho da Vignoly.
Vlastní trojdílný otvor je analogií serliany (serliovský motiv), jejíž vyobrazení se poprvé objevuje ve spise architekta Sabastiana Serlia. Střední velký otvor je zakončen obloukem (archivoltou), boční nižší a užší otvory rovným kladím podepřeným sloupy. Kruhové otvory člení prostor (interkolumnium) mezi dvěma vysokými polosloupy předsazenými před pilíře.